# Pacy-sur-Eure
Pacy-sur-Eure ist eine französische Gemeinde mit 4.975 Einwohnern (Stand 1. Januar 2022) im Département Eure in der Region Normandie. Sie gehört zum Arrondissement Évreux und zum Kanton Pacy-sur-Eure.
Sie entstand mit Wirkung vom 1. Januar 2017 durch die Zusammenlegung der bis dahin selbstständigen Gemeinden Saint-Aquilin-de-Pacy und Pacy-sur-Eure zur namensgleichen Commune nouvelle Pacy-sur-Eure. Die früheren Gemeinden besitzen in der neuen Gemeinde den Status einer Commune déléguée. Der Verwaltungssitz befindet sich im Ort Pacy-sur-Eure.

## Gliederung
| Ortsteil                        | ehemaliger INSEE-Code | Fläche (km²) | Einwohnerzahl zum 1. Januar 2022 |
| ------------------------------- | --------------------- | ------------ | -------------------------------- |
| Pacy-sur-Eure (Verwaltungssitz) | 27448                 | 13,53        | 4.479                            |
| Saint-Aquilin-de-Pacy           | 27510                 | 08,50        | .0496                            |

## Geographie
Die Gemeinde liegt rund 16 Kilometer östlich des Stadtzentrums von Évreux. Der Fluss Eure durchquert das Gemeindegebiet. Die Nationalstraße 13 dient als Zubringer zur weiter östlich verlaufenden Autobahn A13.
Nachbargemeinden sind Ménilles im Norden, Douains im Nordosten, Chaignes im Osten, Aigleville und Hécourt im Südosten, Gadencourt im Süden, Le Plessis-Hébert im Südwesten, Caillouet-Orgeville im Westen und Croisy-sur-Eure im Nordwesten.

## Wirtschaft
Auf dem Gemeindegebiet gelten geschützte geographische Angaben (IGP) für Schweinefleisch (Porc de Normandie), Geflügel (Volailles de Normandie und Volailles de Houdan) und Cidre (Cidre de Normandie und Cidre normand). Südlich des zur Gemeinde gehörigen Orts Croisy-sur-Eure befindet sich die Käsefabrik, in der die Frischkäse der Marke Boursin hergestellt werden.

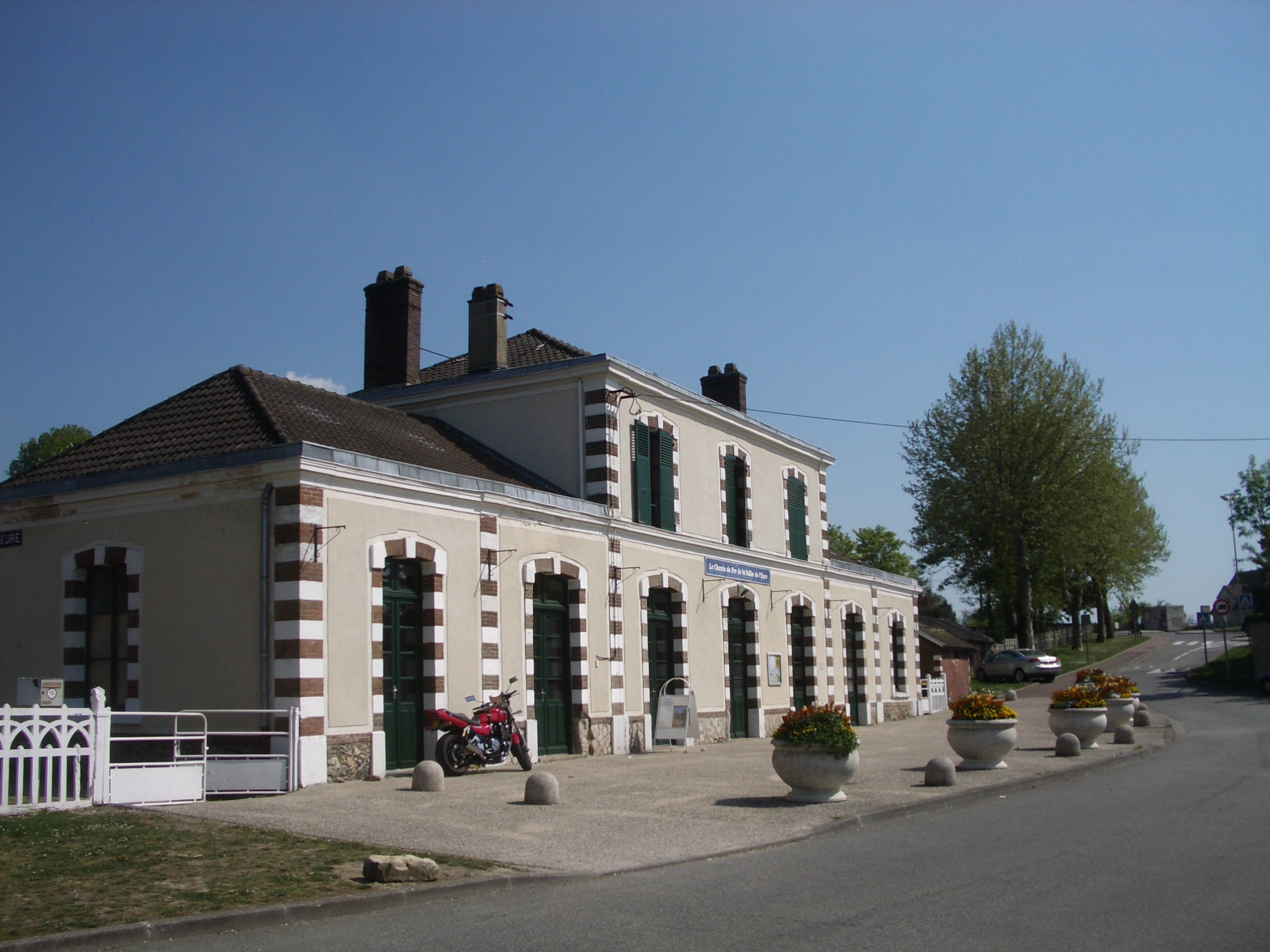
Bahnhof von Pacy-sur-Eure

## Persönlichkeiten
- Georges Teste (* 1874; † unbekannt), Motorrad- und Automobilrennfahrer
- Denis Tristant (* 1964), Handballspieler und -trainer